# Siedlung Klapheckenhof

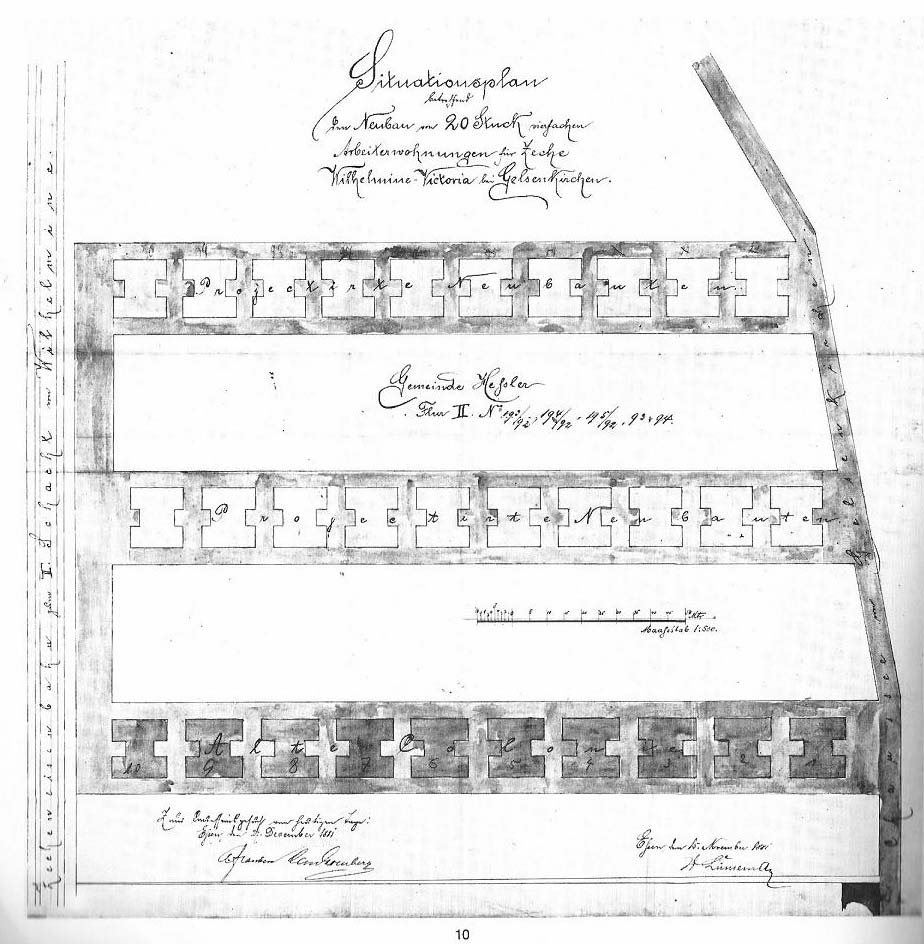
Lageplan von vor 1881, die 2. und 3. Reihe sind als Neubauten markiert

Die Siedlung Klapheckenhof ist eine der ältesten Arbeitersiedlungen in Gelsenkirchen. 
Nördlich von Schacht II der Zeche Wilhelmine Victoria errichtete die Gewerkschaft Wilhelmine-Victoria ab 1870 die Siedlung aus drei Reihen mit je zehn dicht nebeneinander stehenden Häusern. In der ersten Reihe, die 1873 fertiggestellt war, hatten die Nebengebäude ein quergestelltes Satteldach. Bei der zweiten (1881) und dritten (1885) Reihe war dagegen das Hausdach über den Nebenräumen tief heruntergezogen. Ab 1886 wurde auf der südlichen Seite von Zeche und Halde am Grawenhof ein weiterer Straßenzug gebaut. Auch er hat die charakteristischen, tief heruntergezogenen Dächer. 
Alle Gebäude hatten den damals üblichen Kreuzgrundriss, eineinhalb Geschosse und bestanden aus Ziegeln; auf der Wetterseite wurden die Fassaden verputzt. Je zwei Eingänge befinden sich auf beiden Seiten, so dass jede der vier Wohnungen einen eigenen Eingang besaß. Die Wohnungen waren ohne Nebenräume 65 Quadratmeter groß. In allen vier Straßenzügen gab es zusammen 206 Wohnungen. Die Miete betrug anfangs 12 Reichsmark, 1964 dann 64 Deutsche Mark. 
Die Zufahrtswege führen direkt an den Häusern vorbei und trennen sie von den zwischen den Reihen liegenden Gartengrundstücken. Die Häuser waren entsprechend der Zeit ihrer Entstehung noch ohne fließendes Wasser und Toiletten gebaut; Aborte waren an den Stallungen im Garten untergebracht, und geheizt wurde mit Kohle oder Koks. 1913 entfielen durch eine Modernisierung die Wasserhähne auf den Straßen, 1920 wurden die Petroleumlampen durch elektrisches Licht ersetzt, in den 1980er Jahren die Kohleöfen gegen Gasheizungen ausgetauscht. 1981 begann die Privatisierung; die meisten Mieter kauften ihre Wohnungen und modernisierten sie nochmals.
Die drei Straßenzüge direkt am Klapheckenhof stehen inzwischen unter Denkmalschutz. 